# Tiago Dantas Germano
Tiago Dantas Germano (* 24. Juli 1982 in Picuí, Brasilien) ist ein brasilianischer Schriftsteller und Journalist. Er wurde zweimal für den Prêmio Jabuti nominiert.

## Leben
Tiago Germano wurde in Picuí im Bundesstaat Paraíba geboren. Er schreibt Romane, Chroniken und Kurzgeschichten, die soziale und familiäre Themen behandeln. Er arbeitet auch als Journalist und moderiert derzeit die Literatursendung „Clube do Livro“ bei Rádio CBN Paraíba.

## Werke
- Demônios Domésticos (2017): Sammlung von Chroniken über Familie und Gesellschaft.[7]
- A Mulher Faminta (2018): Roman über Liebe, Identität und emotionale Leere.[8][9]
- Catálogo de Pequenas Espécies (2021): Kurzgeschichtenband.[10][11]
- O que pesa no Norte (2022): Roman über die brasilianische Mittelschicht im Nordosten.[12][13]

## Anerkennung
Er war Finalist beim Prêmio Jabuti und wurde mit dem Prêmio Minuano de Literatura ausgezeichnet. 2023 war er Halbfinalist beim Prêmio Oceanos.